# Perspektywa

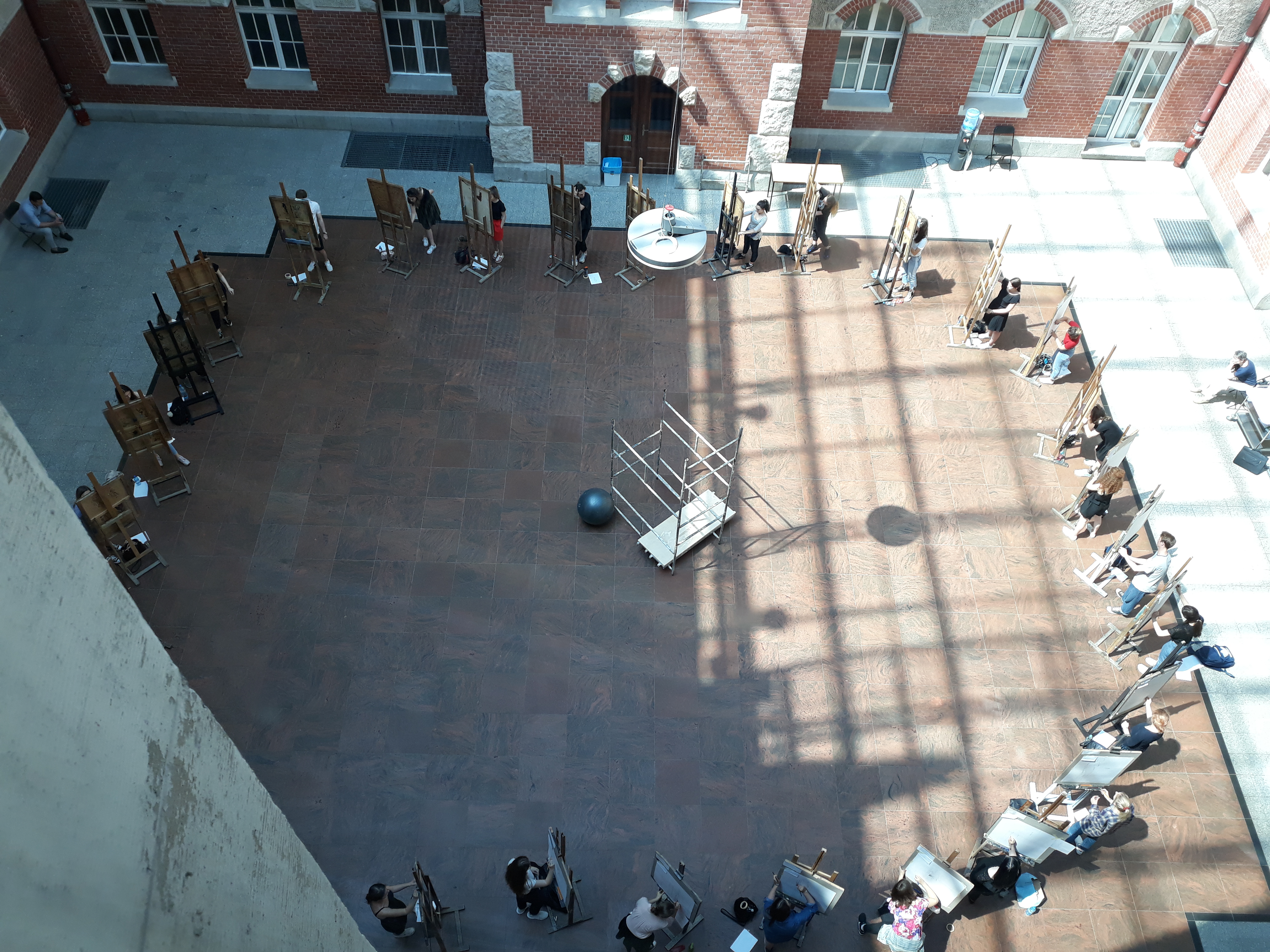
Studenci architektury rysują kulę i rusztowanie. Każdy z nich widzi kształty z innej perspektywy.

Perspektywa – określenie stosowane w architekturze, malarstwie, fotografii i innych sztukach wizualnych oznaczające sposób oddania trójwymiarowych obiektów i przestrzeni na płaszczyźnie. Istnieje kilka rodzajów perspektywy: linearna (zbieżna, geometryczna), barwna (malarska), kulisowa, powietrzna, odwrócona, perspektywa krzywoliniowa (poprawna).
Perspektywę możemy również podzielić na jednozbiegową, wielozbiegową (maksymalnie do 6 punktów), żabią oraz ptasią. Perspektywa jedno- i wielozbiegowa należą do rodzaju perspektywy linearnej, zwanej też geometryczną lub zbieżną, która jest sposobem oddania głębi za pomocą rzutu środkowego. Jest to specyficzny sposób przedstawienia trójwymiarowej przestrzeni na płaszczyźnie, odpowiadający w przybliżeniu obrazowi przestrzeni, jaki tworzy oko ludzkie.
Istotą perspektywy jest rzutowanie wszystkich punktów przestrzeni na płaszczyznę lub inną powierzchnię, względem pewnego punktu zwanego środkiem perspektywy. Taki sposób przedstawienia powoduje powstawanie obrazu, w którym (oprócz pewnych specyficznych sytuacji) nie zostają zachowane prawdziwe wymiary i kąty w przestrzeni. Obraz ulega deformacji – charakterystyczne jest „zmniejszanie się” (tak zwany skrót perspektywiczny) na obrazie przedstawianych elementów wraz z ich oddalaniem się od punktu obserwacji. Linie równoległe do siebie w perspektywie stają się zbieżne i spotykają się w pewnym teoretycznym punkcie. Konstrukcja perspektywy w rysunku i malarstwie opiera się właśnie na stosowaniu tzw. punktów zbiegu, które pozwalają wyznaczyć prawidłowy kształt przedstawianych obiektów. Perspektywa jest najczęściej używanym i najbardziej naturalnym dla człowieka sposobem odwzorowania przestrzeni na płaskiej powierzchni.

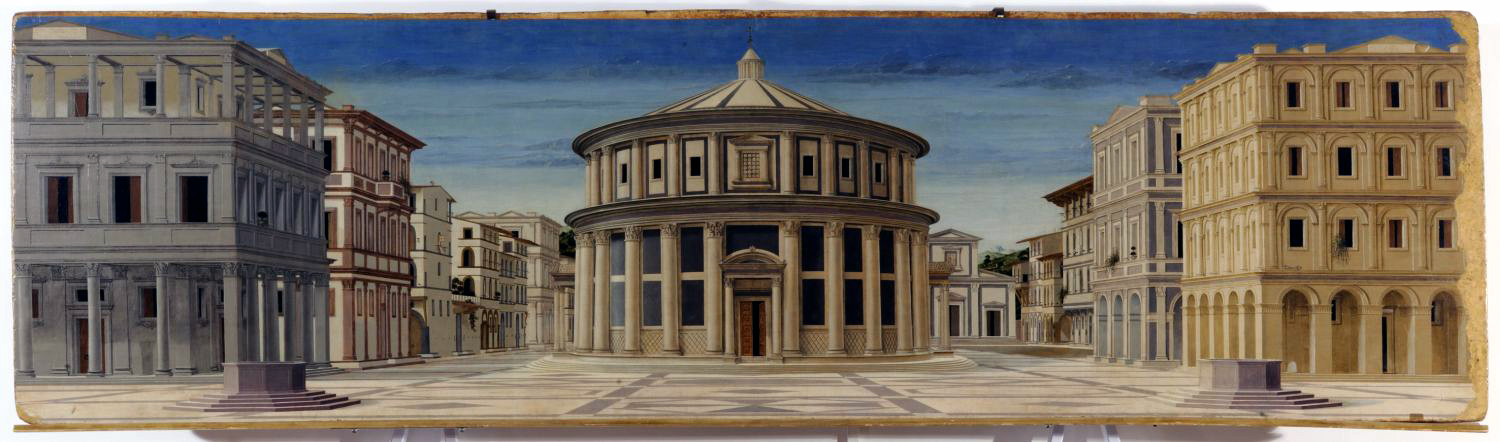
Idealne miasto (1475), Piero della Francesca — obraz wykorzystujący perspektywę linearną z jednym punktem zbiegu